# Virola subsessilis
Virola subsessilis är en tvåhjärtbladig växtart som först beskrevs av George Bentham, och fick sitt nu gällande namn av Otto Warburg. Virola subsessilis ingår i släktet Virola och familjen Myristicaceae. Inga underarter finns listade i Catalogue of Life.